# تفسير الأحلام

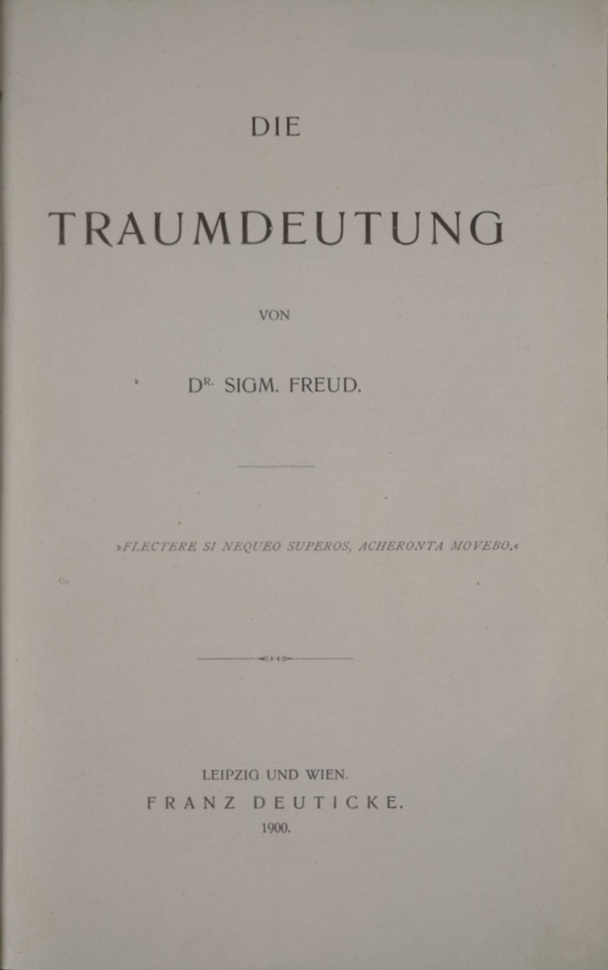
كتاب تفسير الأحلام لسيغموند فرويد، من أشهر كتب تفسير الأحلام في علم النفس

تفسير الأحلام هو مصطلح يستخدم لتبيين معاني الأحلام. في العديد من المجتمعات القديمة، مثل تلك التي في مصر واليونان، اعتبر الحلم بلاغ خارق أو وسيلة من التدخل الإلهي، الذي يمكن كشفه من قبل الناس. في العصر الحديث، العديد من مدارس علم النفس وعلم الأعصاب وضعت نظريات حول المعنى والغرض من الأحلام.

## الأحلام في الأديان

### الإسلام
يستخدم المسلمون مصطلح تعبير الرؤى كمرادف لتفسير الأحلام. ويؤمن المسلمون أن الأحلام التي يراها النائم تقسم إلى رؤيا صادقة من الله ورؤيا باطلة من الشيطان. كما يؤمن المسلمون أن الأحلام قد تكون رسائل تنبيهية للشخص الذي يحلم. ويؤمنون بتفسير الأحلام واستطاعة بعض الأشخاص الذين وهبوا قدرة خاصة بمعرفة بعض أحداث الغيب والمستقبل عن طريق تعبير الرؤى.